# Дина Пфиценмайер
Дина Пфиценмайер (на немски: Dinah Pfizenmaier) е германска тенисистка, родена на 13 януари 1992 г.
В кариерата си има 7 титли от веригата на ITF, като е достигала 190-о място в ранглистата за жени на WTA.
През май 2012 г. влиза в основната схема на Ролан Гарос 2012, след като в квалификациите се справя с Кристина Плишкова, Мисаки Дои и Моника Пуиг.